# قائمة فنادق مصر

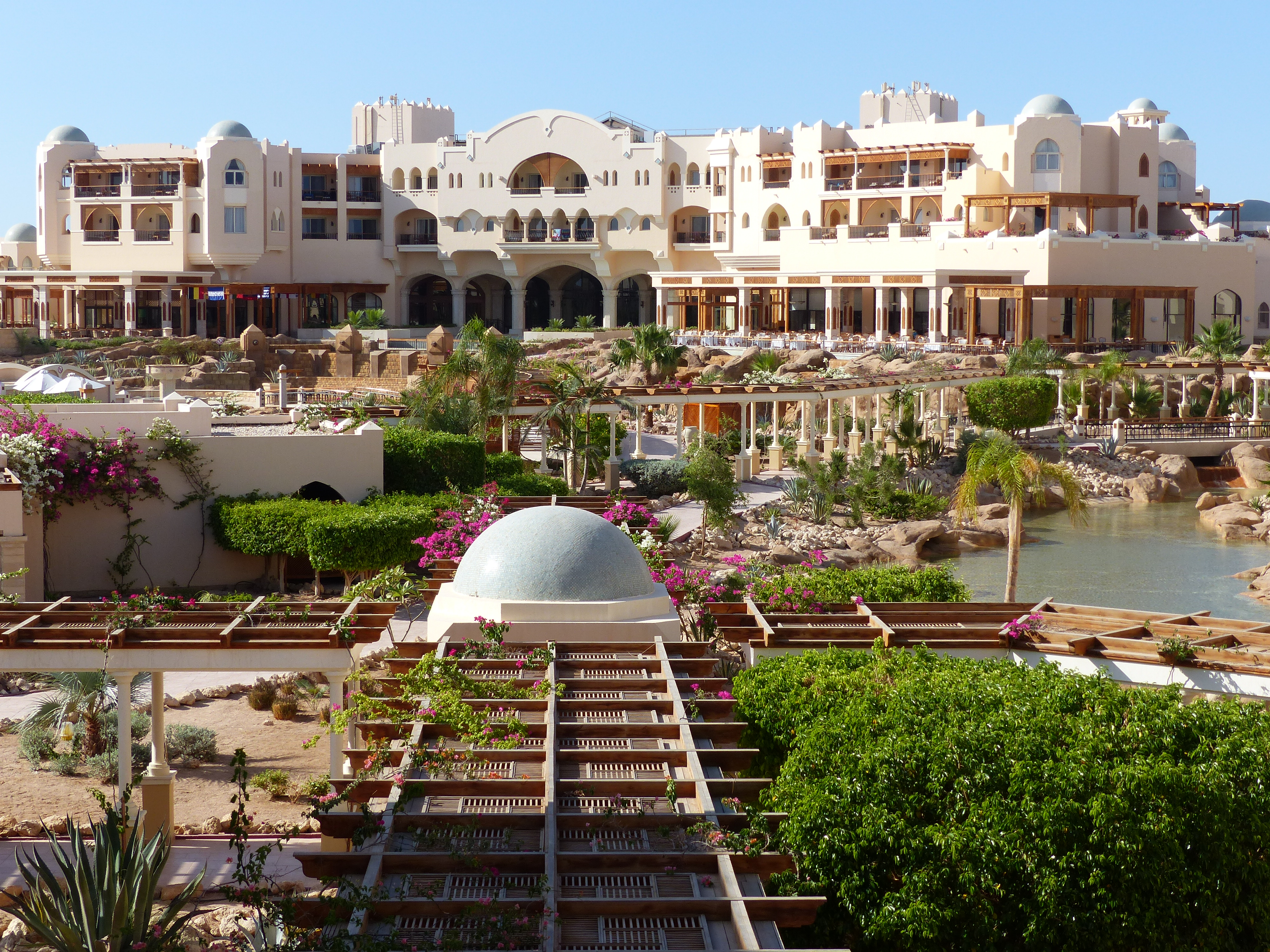
فندق كمبينسكي خليج سوما

الفندق  (الجمع: فنادق) أو النُزُل  (الجمع: أنزال) هو مسكن يسكن فيه الشخص لوقت قصير مقابل أجر، مؤثث مفروش وقد يكون مزوداً بأجهزة منزلية ووسائل راحة وترفيه؛ مع توفير خدمات الطعام والنظافة والصيانة وغيرها.

## قائمة فنادق مصر
تحتوي هذه القائمة على أسماء فنادق في مصر.
- الجونة

- سوفيتيل وينتر بالاس (فندق)

- فندق كتراكت
- فندق كمبينسكي خليج سوما

- كوراليا

- منتجع ماريتم جولي فيل

- سان ستيفانو جراند بلازا
- فندق سيسل (الإسكندرية)

- فندق وكازينو سان ستيفانو الرمل
- فندق ويندسور (الإسكندرية)

- إنتركونتيننتال سميراميس

- فندق ماريوت القاهرة

- مينا هاوس

- هيلتون القاهرة هليوبوليس